# Directo GOL
Directo GOL es un programa de televisión deportivo español emitido en GOL y en TEN.Se emite de forma habitual el sábado y el domingo a partir de las 22:30 y algunas tardes. También ofrecen el programa tras los partidos de la UEFA Champions League y de la UEFA Europa League.

## Programación
En Directo GOL ofrecen todos los resúmenes de los partidos de fútbol, entre los que se incluyen la Primera División y la Segunda División, así como la UEFA Champions League y la Europa League. También ofrecen resúmenes del fútbol internacional (Premier League, Serie A, Bundesliga, Liga NOS...).
Además, se hace un análisis en completo de los mejores partidos de cada jornada de liga con las opiniones de distintos exfutbolistas como Julen Guerrero, Andrés Palop, Daniel García Lara, Albert Luque o Rubén de la Red.
En la emisión de tarde se ven los resúmenes de los partidos disputados con anterioridad y se realiza la previa de los partidos que se disputan después. También se informa del resultado que se esté produciendo en algún partido que esté en juego.
Este programa ya se emitió con anterioridad en Gol Televisión, cuando fue parte de la parrilla televisiva por primera vez.

## Presentadores
Directo GOL es presentado por Felipe del Campo en la edición nocturna, mientras que la edición de tarde, que fue estrenada en enero de 2017, es presentada por Jordi Domínguez y Gemma Soler.